# معركة برونكهورستسبرويت
كانت معركة برونكهورستسبرويت أول معركة كبرى في حرب البوير الأولى . وقعت هذه الانتفاضة على ضفاف نهر برونكهورستسبرويت، بالقرب من بلدة برونكهورستسبرويت، ترانسفال، في 20 ديسمبر/كانون الأول 1880. وبسبب التهديد الذي تشكله الأعداد المتزايدة من البوير المتشددين في منطقة بريتوريا، استدعى البريطانيون فوج المشاة رقم 94، الذي كان يضم عدة شركات متمركزة في المدن والقرى في مختلف أنحاء المنطقة. قاد قائد الفوج، المقدم فيليب روبرت أنستروثر، عمودًا مكونًا من 34 عربة يتألف من حوالي 250 رجلًا في رحلة 188-ميل (303 كـم) الرحلة من ليندنبورج إلى بريتوريا. وقد صدرت أوامر لقوة كوماندوز بورية مماثلة الحجم، بقيادة فرانسوا جيرهاردوس جوبيرت، باعتراض البريطانيين وإيقافهم.
وعلى الرغم من التحذيرات العديدة من خطر الهجوم، سافر البريطانيون إلى حد كبير غير مستعدين للقتال، وكانت العربات العديدة التي سافروا بها سبباً في إبطاء تقدمهم بشكل كبير. في 20 ديسمبر، وبعد 24 يومًا من تلقي الأمر بالعودة، واجه عمود أنستروثر البوير، الذين طالبوا البريطانيين بالتوقف عن مسيرتهم بموجب هدنة. رفض أنستروثر، وهاجم البوير بينما كان الجنود البريطانيون لا يزالون يستعدون. تكبد البريطانيون خسائر فادحة واستسلموا بعد حوالي 15 دقيقة، وتم القبض على رجالهم الناجين. أصيب أنستروثر بجروح بالغة وتوفي متأثرا بجراحه بعد بضعة أيام.

## خلفية
استوطن الأوروبيون لأول مرة جنوب أفريقيا في منتصف القرن السابع عشر عندما أنشأ الهولنديون محطة تموين في رأس الرجاء الصالح. وعلى مدى العقود اللاحقة، تبعهم المزيد من المستوطنين وانتقلوا إلى الداخل. طور هؤلاء المستوطنون، المعروفون باسم البوير الأحرار، استقلالًا أصبح سمة مميزة لأحفادهم، البوير. في أوائل القرن التاسع عشر، استولى البريطانيون على مستعمرة كيب الهولندية لأنها وفرت ميزة استراتيجية خلال الحروب النابليونية. فرض البريطانيون حظر العبودية عام 1833 ــ الأمر الذي جعل شراء أو امتلاك العبيد أمراً غير قانوني، وحرر العبيد في مختلف أنحاء الإمبراطورية البريطانية ــ على مستعمرة كيب، مما أدى إلى تكاليف مالية كبيرة على البوير. وبالإضافة إلى الخسارة المالية، شعر البوير بالحيرة والغضب بشكل متزايد بسبب العاطفة البريطانية تجاه السكان الأفارقة الأصليين. وعلى النقيض من المعتقدات الدينية الراسخة لدى البوير فيما يتعلق بالدونية التي يتمتع بها السكان الأصليون الأفارقة، فقد تعامل البريطانيون معهم على قدم المساواة مع المستوطنين الأوروبيين البيض أثناء النزاعات، وكانوا يحرمون البوير من اتخاذ إجراءات عقابية ضد القبائل التي تهاجمهم.
في أواخر ثلاثينيات القرن التاسع عشر، وبسبب عدم رغبتهم في العيش تحت الحكم البريطاني، انتقل الآلاف من البوير شمالاً وشرقاً في الرحلة الكبرى، تاركين مستعمرة كيب البريطانية وعبروا نهر أورانج إلى أراضٍ لم يطالب بها المستوطنون الأوروبيون. هؤلاء المستكشفون خاضوا معارك ضد القبائل الأصلية مثل الماتابيلي والزولو، وأسسوا العديد من جمهوريات البوير المستقلة. واحدة من هذه (جمهورية ناتاليا)، كانت قصيرة الأجل: تأسست في عام 1838 وضمتها الإمبراطورية البريطانية في عام 1843، مما دفع البوير إلى المضي قدمًا. وضغط البريطانيون مرة أخرى من أجل المطالبة بحقوقهم، فضموا المنطقة الواقعة بين نهري أورانج وفال باعتبارها سيادة نهر أورانج في عام 1848. بعد أربع سنوات، وقعوا على اتفاقية نهر ساند، التي منحت الاستقلال للبوير شمال نهر فال، وهي المنطقة التي أطلق عليها البريطانيون اسم ترانسفال، واعترفت بإنشاء جمهورية جنوب أفريقيا هناك.
وقد ناقشت الحكومات البريطانية المتعاقبة السياسة الاستعمارية على مدى العقدين التاليين، ولكن على الرغم من الدعوات المتكررة من جانب الإداريين إلى الاندماج القسري وإقامة اتحاد فيدرالي بين الدول الأفريقية الجنوبية الخاضعة للسيطرة البريطانية، فإن سياسة عدم التدخل ومكافحة التوسع ظلت قائمة. وقد أدى اكتشاف الماس في عام 1867 والذهب في عام 1873 إلى تغيير هذا التفكير؛ فبدلاً من النظر إلى جنوب أفريقيا باعتبارها منطقة معقدة ومكلفة للغاية، رأى البريطانيون إمكانية حدوث طفرة اقتصادية. إلى جانب العوامل الاجتماعية والسياسية الأخرى، أدى هذا إلى ضم جريكوالاند الغربية في عام 1873، وجمهورية جنوب أفريقيا في عام 1877.
بلغ عدد سكان منطقة ترانسفال ما بين 36 ألفًا إلى 45 ألفًا من البوير، معظمهم منتشرين في الريف في مزارعهم، وحوالي 5 آلاف مستوطن بريطاني. عدد سكان بريتوريا، العاصمة، حوالي 2250 نسمة. عارضت أغلبية السكان البويريين الضم، واعتبروا البريطانيين قوة احتلال. أرسل البوير وفوداً سياسية إلى لندن في عامي 1877 و1878، ولكن في كلتا المناسبتين تم رفض دعواتهم لعكس الضم. بحلول نهاية عام 1879، أدت الهزائم البريطانية التي لحقت بالزولو وبابيدي، وكلاهما سبق أن شن غارات على المنطقة، إلى القضاء عليهما باعتبارهما تهديدين كبيرين للبوير. ونتيجة لذلك، لم تعد غالبية السكان البوير ترى ضرورة للوجود الوقائي للقوات والإداريين البريطانيين في ترانسفال. وشهدت المنطقة مظاهرات ضد ما اعتبر احتلالا غير مبرر وغير ضروري. بحلول شهر مارس/آذار من عام 1880، أدى انتخاب حكومة ليبرالية جديدة في لندن، والتي عُرفت بمعارضتها للضم، إلى تهدئة الاضطرابات في ترانسفال. ومع ذلك، أبلغ رئيس الوزراء ويليام إيوارت غلادستون، الذي كان مهتماً بالقضايا الأيرلندية وغيرها، زعماء البوير أن الإمبراطورية البريطانية لن تتخلى عن ترانسفال. ونتيجة لذلك، بدأت القيادة البويرية في الاستعداد للتمرد.

## مقدمة

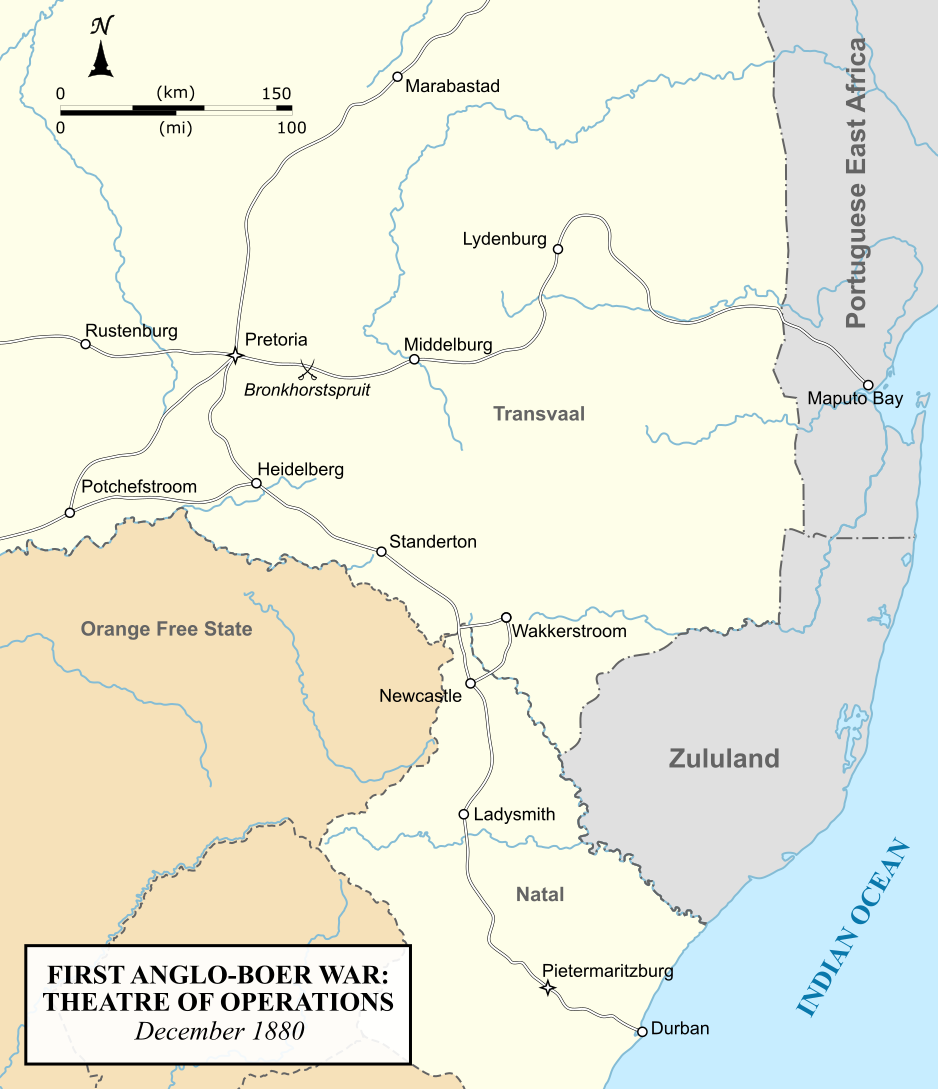
خريطة المستعمرات البريطانية ناتال وترانسفال، توضح موقع برونكهورستسبرويت والمدن الرئيسية في المنطقة

في نوفمبر 1880، بناءً على توجيهات المسؤول الاستعماري البريطاني، العقيد أوين لانيون، قاضي محلي في بوتشيفستروم (حوالي 95 ميل (153 كـم) جنوب غرب بريتوريا) استولوا على عربة من أحد البوير، بيت بيزويندنهوت، بسبب عدم سداد الضرائب المزعومة، وعرضوها للبيع بالمزاد. وصلت قوة مسلحة مكونة من مائة من البوير، بقيادة بيت كرونجي، لدعم بيزويندينهوت واستعادت العربة. دفع هذا لانيون إلى حشد رجال من حامية بريتوريا لاعتقال البوير، ولكن عندما اتضح أنه لا يملك ما يكفي من الرجال للتعامل مع التهديد المتزايد بانتفاضة عامة، قرر استدعاء الرجال من الحاميات النائية، لتركيز قوته في بريتوريا بينما كان ينتظر التعزيزات من ناتال. في المجمل، كان لديه حوالي 1800 جندي نظامي منتشرين في منطقة ترانسفال لحماية المصالح البريطانية، ويتألفون في المقام الأول من الفوج 94 من المشاة والكتيبة الثانية من الفوج 21 (الفوج الملكي الاسكتلندي). كان حوالي 700 منهم متمركزين في بريتوريا، بينما تمركز البقية في المدن الأصغر مثل روستنبرج، وليدنبرج، وماراباستاد، وستانديرتون، وواكيرستروم.

خريطة توضح تحركات القوتين قبل المعركة

### تحرك القوات البريطانية من ليندنبورج
في 27 نوفمبر، تلقى قائد الفوج 94 - المقدم فيليب روبرت أنستروثر، الذي كان قائد الحامية في ليدنبورج - أوامر بسحب رجاله لتعزيز بريتوريا. تألفت الحامية من المقر الرئيسي وشركتين من الفوج 94، ويبلغ عدد أفرادها ما بين 300 إلى 330 رجلاً تقريبًا. وأُرسلت أوامر مماثلة إلى الشركات الفوجية الأخرى المتمركزة في ماراباستاد وواكيرستروم. غادر الجنود المتمركزون في مارابستاد تلك القرية في 30 نوفمبر/تشرين الثاني ووصلوا إلى بريتوريا في 10 ديسمبر/كانون الأول. وفي الوقت نفسه، أرجأ أنستروثر رحيله، في انتظار الحصول على المزيد من العربات. بدلاً من الانطلاق بالعدد القياسي من العربات (حوالي 10 إلى 12)، انتظر أنستروثر حتى حصل على 34 عربة، لنقل الأغراض الشخصية والحصص الغذائية وجميع مستلزمات الإمدادات. أدى هذا إلى تأخير رحيله على 188-ميل (303 كـم) الرحلة إلى 5 ديسمبر. ترك حوالي 60 رجلاً للسيطرة على ليدنبورج، وأخذ معه حوالي 245-270 جنديًا وزوجتين وأرملة وطفلين إلى بريتوريا. وكان برفقة البريطانيين أيضًا حوالي 60 أفريقيًا أصليًا لقيادة العربات ورعاية الثيران.
كان قطار العربات الكبير الذي يملكه أنستروثر يجعل السفر بطيئًا؛ حيث بلغ متوسط المسافة التي قطعها البريطانيون 9 ميل (14 كـم) يوميًا، ولكن التأخيرات الناجمة عن عبور الأنهار المتضخمة والمسارات الموحلة تعني أنهم في بعض الأحيان يغطون مسافة لا تزيد عن 3 ميل (5 كـم) . وصلوا إلى ميدلبورج، بعد أقل من منتصف رحلتهم، في 15 ديسمبر، وبقوا هناك في اليوم التالي للسماح لثيرانهم بالراحة. حدث تأخير آخر في اليوم التالي؛ حيث وصل العمود إلى نهر أوليفانتس لكنه لم يتمكن من العبور بسبب ارتفاع منسوب المياه. أثناء هذا الانتظار، تلقى أنستروثر اتصالاً من العقيد ويليام بيلايرز يحذره من احتمال وقوع هجوم مفاجئ بينما كان البوير يحملون السلاح في المنطقة. وكان أنستروثر قد تلقى تحذيرات من جانب البوير الذين يبدو أنهم أصدقاء، من أن المتمردين كانوا يحاولون تحويل التعاطف المحلي ضد تقدمه. يصف المؤرخ الحديث جون لاباند أنستروثر بأنه "شخصية قوية، ولطيفة، وغير منزعجة، مع احتقار ودي للبوير الذين قلل من قدرتهم على اتخاذ إجراءات قوية ومتفق عليها".
عبر البريطانيون نهر أوليفانتس في 19 ديسمبر واستمروا إلى مزرعة هوني، 6 ميل (10 كـم) شرق نهر صغير يُعرف باسم برونكهورستسبرويت. وعلى الرغم من التحذيرات التي تلقوها، عندما انطلقوا في صباح اليوم التالي، كان الجنود يحملون 30 طلقة فقط من الذخيرة لكل رجل، بدلاً من 70 طلقة كما هو مقرر؛ وكان هناك أربعة كشافة فقط، اثنان أمام واثنان خلف الجسم الرئيسي؛ وكان 40 رجلاً من الفرقة يعزفون، مما تركهم غير مسلحين.

### الكوماندوز البويري
بينما كان رتل أنستروثر يسير من ليندنبورج، كان الآلاف من البوير يتجمعون حول بريتوريا، وفي 13 ديسمبر انتخبوا زعماء وأعلنوا الاستقلال عن الحكم البريطاني، وأعادوا تأسيس جمهورية جنوب أفريقيا. أمرت قيادة البوير فرانسوا جيرهاردوس جوبيرت (عم بيت جوبيرت، أحد زعماء الثلاثي البويري) بمنع أنستروثر من الوصول إلى بريتوريا. غادر هايدلبيرغ في 18 ديسمبر والتقى مع قوتين أخريين في الطريق. قاموا بالتخييم في منتصف الطريق بين بريتوريا وبروينخورستسبرويت طوال الليل في 19 ديسمبر وفي صباح اليوم التالي خططوا لهجومهم. اقترح نيكولاس سميت، الذي كان لديه خبرة قتالية من حروب بيدي، المرونة بدلاً من الكمين المحدد، لذلك واصلوا التقدم شرقًا نحو ميدلبورج لاعتراض العمود البريطاني. قام فرانسوا جوبير بتعبئة ميليشيا البوير في ميدلبورج؛ حيث سافرت فرقة كوماندوز من هناك بالتوازي مع البريطانيين، ولكن مختبئة عنهم، على الرغم من أنه في مرحلة ما لاحظ الضباط البريطانيون عددًا غير عادي من الخيول في مزرعة البوير، لكنهم لم يهتموا بالأمر.

## القوى المتعارضة

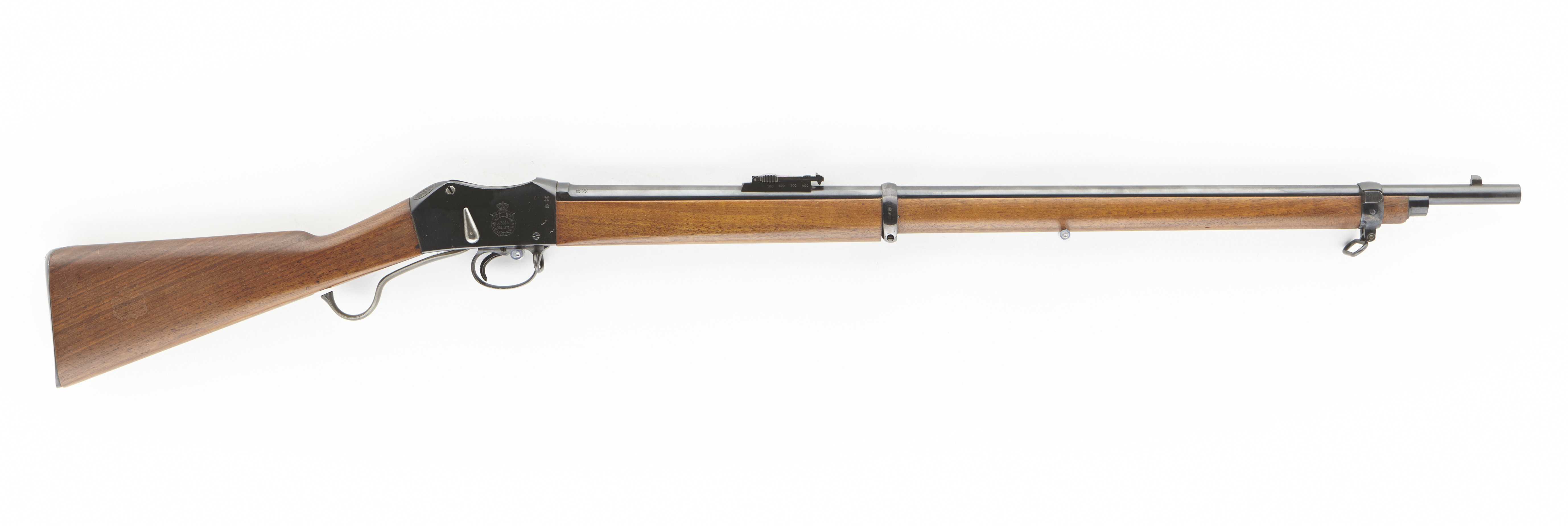
بندقية مارتيني هنري إم كيه 3، السلاح القياسي للمشاة البريطانيين خلال حرب البوير الأولى

كان المشاة البريطانيون مسلحين ببندقية مارتيني هنري Mk III، التي تطلق النار من عيار.577 / .450-بوصة (14.7 / 11.4 مـم) وذخيرة، ومجهزة بذخيرة 25.25-بوصة-long (641 مـم) حربة. كانوا يرتدون المعطف الأحمر التقليدي للجيش البريطاني، مع السراويل الزرقاء. بعد بضعة أشهر من معركة برونكهورستسبرويت، أثير سؤال في البرلمان البريطاني، الذي انتقد الزي الرسمي لكونه "بارزًا"، وبالتالي سمح "للبوير بإسقاطهم دون تعريض أنفسهم للخطر". قال هيو تشايلدرز، وزير الدولة للحرب، ردًا على ذلك أنه لم تكن هناك حاجة لتغيير الزي الرسمي، على الرغم من التخلص التدريجي من المعطف الأحمر على مدار الثمانية عشر عامًا التالية. كان التكوين الدقيق للعمود البريطاني في برونكهورستسبرويت غير واضحًا؛ يذكر لاباند 6 ضباط و246 رجلاً في الفوج 94، إلى جانب ضابطين و4 أو 5 رجال من فيلق الخدمة بالجيش، وجراح من إدارة الطب بالجيش، و3 رجال من فيلق المستشفى بالجيش. يقدم ذكر مؤرخ آخر، جي آر داكسبري، أرقامًا مختلفة قليلاً للفوج 94 - 6 ضباط و230 رجلاً - لكنه يتفق بشكل عام على الأرقام الأخرى. وفقًا للمؤرخ البريطاني إيان كاسل، بعد القتال في حرب الأنجلو زولو عام 1879، وسلسلة من المعارك ضد سيكوخون ، ثم تجربة "فترات مملة من واجب الحامية في مواقع معزولة"، كان الفوج 94 منخفضًا في الروح المعنوية، ويواجه مستويات متزايدة من الفرار.
لم يكن لدى البوير جيش دائم، ولا أي هيكل قيادي رسمي. وبدلاً من ذلك، كان لزاماً على كل ذكر من البوير (المعروف باسم البرجوازي) يتراوح عمره بين 16 و60 عاماً أن يكون مستعداً للخدمة العسكرية غير مدفوعة الأجر. لم يكن لديهم زي رسمي وكان عليهم أن يحضروا خيولهم ومعداتهم وبنادقهم و30 طلقة ذخيرة. قامت كل مدينة بتشكيل وحدة ميليشيا خاصة بها، والمعروفة باسم الكوماندوز، والتي يمكن أن يختلف عددها على نطاق واسع، من 60 إلى 4000، اعتمادًا على عدد سكان المنطقة. كان العديد من البوير من هواة الصيد وكانوا يتعلمون الرماية عادةً عندما كانوا أطفالاً. لقد استخدموا مجموعة متنوعة من البنادق، ولكن الأكثر شيوعًا كان .500 / .450-بوصة (12.7 / 11.4 مـم) عيار ويستلي ريتشاردز، بندقية ذات كتلة ساقطة، ذات تحميل خلفي. قال المؤرخ الجنوب أفريقي فيليكس ماشانيك إنه على الرغم من الاعتقاد السائد بأن البريطانيين لديهم الأسلحة النارية والقوة النارية المتفوقة، إلا أنه يعتقد أن البوير يتمتعون بميزة، "لأنهم كانوا في المرتبة الثانية بعد لا شيء في التعامل مع أسلحتهم وإطلاقها، وكانوا يطلقون النار ويعيدون التحميل بسرعة كبيرة لدرجة أن البريطانيين غالبًا ما كانوا يضللون في الاعتقاد بأن عددهم ثلاثة أو أربعة أضعاف العدد الفعلي". لقد قاتلوا عادةً كمشاة راكبين، واستخدموا تكتيكات حرب العصابات، مستخدمين القدرة على الحركة التي توفرها الخيول لشن هجمات مفاجئة على خصومهم والسماح لهم بالانسحاب السريع إذا لزم الأمر. يقدر المؤرخون المعاصرون أن قوة الكوماندوز البوير في برونكهورستسبرويت كانت تتألف من 200 إلى 300 رجل، على الرغم من أن التقارير البريطانية المعاصرة غالبًا ما بالغت في هذا الرقم؛ على سبيل المثال، ذكرت مقالة ظهرت في صحيفة ديلي تلغراف في مارس 1881 أن القوة كانت تتألف من 1200 إلى 1500 رجل.

## معركة
التقت القوتان البويريتان في صباح اليوم العشرين وانتظرتا العمود البريطاني. وبمجرد أن أبلغهم كشافوهم برؤية العمود، انتقلوا إلى الوادي إلى الجنوب من الطريق الذي كان البريطانيون يسيرون على طوله وانتشروا في خط مناوشة. لقد تم إخفاؤهم عن الطريق بواسطة سلسلة من التلال الضحلة، ولكن لم يكن هناك سوى غطاء متفرق توفره شجيرات الشوك الرقيقة. حوالي منتصف النهار، كان أحد الكشافة البريطانيين المتقدمين، يمتطي جواده لمسافة 400 يارد (400 م) أمام أنستروثر والعمود، اعتقد أنه رصد مجموعة من البوير يتحركون إلى مزرعة خارج الطريق. نظر أنستروثر من خلال منظاره الخاص ورفض مخاوف الكشافة، مقترحًا أنه ربما كان الأمر مجرد بعض الماشية. استأنف العمود رحلته حتى وصل إلى مسافة حوالي 1 ميل (1.6 كـم) من نهر برونكهورستسبرويت، عندما تسبب مشهد حوالي 150 من البوير المصطفين على جانبهم الأيسر في توقف الفرقة عن العزف. ركب أنستروثر عائداً إلى العمود، حيث أمر بالتوقف، وإغلاق العربات، وتحضير جنوده. وبينما كان يفعل ذلك، اقترب منه أحد الفرسان البويريين، بول دي بير، وهو يحمل علم الهدنة، وخرج أنستروثر مع اثنين من ضباطه لمقابلته. وقد قدم الرسول، الذي كان يتحدث الإنجليزية، إلى أنستروثر رسالة من زعماء البوير في هايدلبرغ، يأمرونه فيها "بالتوقف حيث هم"، ويصرحون بأن أي تحرك آخر نحو بريتوريا سوف يُفسر على أنه "إعلان حرب، ونضع مسؤوليتها على عاتقك". ويسجل لاباند أن دي بير أخبر أنستروثر أنه لديه خمس دقائق للرد؛ ويقترح داكسبري أن الأمر استغرق دقيقتين فقط. أجاب أنستروثر أن أوامره كانت بالاستمرار إلى بريتوريا، وهذا ما كان ينوي فعله، لكنه لم يكن يرد المواجهة. ضغط دي بير على أنستروثر بشكل مباشر، وسأله مرتين عما إذا كان يريد الحرب أم السلام، ليكرر أنستروثر أنه ينوي مواصلة رحلته.
بينما كانت هذه المناقشة جارية، اقترب البوير البالغ عددهم 200 إلى 300 إلى مسافة 160–220 يارد (150–200 م) من العمود البريطاني. عاد دي بير إلى الكوماندوز البويري، ولكن قبل أن يتمكن من تحديد مكان جوبيرت، أمر سميت، أحد القادة البويريين الآخرين، بالهجوم. انطلق الجزء الرئيسي من البوير نحو الطريق وقفز على الأرض. انتشروا خلف أي غطاء متوفر وبدأوا في إطلاق النار. كان الهجوم من مسافة قريبة فعالاً للغاية؛ حيث كان البريطانيون عمومًا في تشكيل قريب ولم يتخذوا غطاءً خلف العربات. استهدف البوير الضباط وضباط الصف أولاً، ثم أطلقوا نيران بنادقهم المستمرة مما أدى إلى حصار البريطانيين. وبما أن العديد من أفراد العمود كانوا إما غير مسلحين، مثل الفرقة، أو يحملون ذخيرة غير كافية، فقد تركهم هذا غير قادرين على الرد بشكل فعال على الهجوم. كانت الطلقات التي أطلقوها في المقابل تذهب عادة إلى الأعلى، فوق رؤوس البوير، وهو ما أرجعته التقارير المعاصرة على الجانبين إلى أن البريطانيين كانوا يوجهون أنظارهم إلى مسافة خاطئة. وفي غضون 15 دقيقة، قُتل جميع الضباط البريطانيين أو أصيبوا بجروح خطيرة، بما في ذلك أنستروثر، الذي أصيب بخمسة جروح في ساقيه. وبعد أن أدرك أنستروثر أن موقفهم أصبح حرجًا، أمر رجاله بالاستسلام لمنع المزيد من الخسائر في الأرواح.
اتفق كل من لاباند ودوكسبري على أن الخسائر البريطانية بلغت 157 قتيلاً؛ إذ ذكر لاباند أن 5 ضباط و63 رجلاً قتلوا، و4 ضباط و85 رجلاً أصيبوا، بينما اقترح دوكسبري أن 77 قتيلاً و80 جريحاً آخرين. وبالمقارنة، عانى البوير من خسائر طفيفة؛ حيث قُتل واحد أو اثنان وجُرح أربعة أو خمسة آخرون. لا يوجد سجل لأرقام الضحايا بين سائقي العربات الأفارقة الأصليين؛ يفترض داكسبري أن بعضهم ربما قُتلوا أو جُرحوا، لكنه يقول إن الذكر الوحيد لهم جاء من تقرير واحد من البوير، "يقول إنهم فروا بأسرع ما يمكن".

## في أعقاب
نهب البوير كل ما استطاعوا نهبه من البريطانيين؛ الأسلحة والذخيرة والملابس والعربات والخيول، لكنهم تركوا الخيام والبطانيات والحصص الغذائية للبريطانيين لإقامة معسكر لجرحاهم. تم السماح لعشرين من الجنود البريطانيين غير الجرحى بالبقاء للعناية بالجرحى، وتم السماح لاثنين منهم بالسفر إلى بريتوريا لإحضار المساعدة الطبية البريطانية. قام أحد هؤلاء، وهو القائد إيجرتون، بتهريب الألوان البريطانية من المعركة؛ حيث تم إخفاؤها على إحدى النقالات تحت السيدة فوكس الجريحة، ثم لفها حول جسده لنقلها إلى بريتوريا. تم نقل بقية الجنود غير الجرحى إلى هايدلبرغ كسجناء. حصلت السيدات البريطانيات الثلاث الحاضرات، السيدة فوكس والسيدة مايستري والسيدة سميث، في وقت لاحق على وسام الصليب الأحمر الملكي لرعايتهن للجرحى أثناء المعركة. وبعد بتر إحدى ساقيه، توفي أنستروثر متأثراً بجراحه في 26 ديسمبر/كانون الأول. وفي يناير/كانون الثاني، تم إجلاء أولئك الذين لم يتعافوا إلى بريتوريا لمزيد من الرعاية، كما أخذ البوير حوالي 30 من الذين تعافوا كسجناء إضافيين. تم إطلاق سراح معظم السجناء لاحقًا بشروط، بشرط مغادرتهم جمهورية جنوب إفريقيا (ترانسفال).
كانت معركة برونكهورستسبرويت أول عمل عسكري في حرب البوير الأولى، وكانت بمثابة انتصار معنوي للبوير. وعلى النقيض من ذلك، بالنسبة للبريطانيين، الذين كانوا يستخفون بالفعالية العسكرية للبوير قبل المعركة، كانت تجربة مذلة. ولصرف الأنظار عن حجم الخسارة، انتقد كبار الضباط البريطانيين البوير لتقدمهم نحو العمود البريطاني تحت العلم الأبيض، وألقوا باللوم على أنستروثر، مشيرين إلى "إهماله" و"غياب الحذر". وعلى الرغم من ذلك، اعترف اللواء السير جورج بومروي كولي، القائد العام للجيش البريطاني في ترانسفال وناتال، في رسالة إلى الحكومة البريطانية بأن: "هذا من شأنه أن يغير الوضع بشكل ملموس، كما أنه يشجع البوير، الذين سيشعرون الآن أيضًا بأنهم ملتزمون".
حاصر البوير عدة بلدات على مدى الشهر التالي، وانخرطوا في ثلاث معارك كبيرة خلال شهري يناير وفبراير 1881؛ في لينج نيك، وشوينشوجتي (إنجوجو)، وماجوبا هيل. فاز البوير في كلتيهما، وبعد وفاة كولي في المرة الأخيرة، وقعت الحكومة البريطانية على اتفاقية بريتوريا، التي منحت ترانسفال الحكم الذاتي تحت السيادة البريطانية، وأعادت فعليًا جمهورية جنوب إفريقيا. لم تتلاشى التوترات بين البريطانيين والبوير أبدًا، وفي عام 1899 اندلع الصراع مرة أخرى مع بداية حرب البوير الثانية.